# Студена (нос)
Вижте пояснителната страница за други значения на Студена.
Носът Студена (на английски: Studena Point) е скалист морски нос на северния бряг на полуостров Паркър в североизточната част на остров Анвер, вдаващ се 1.4 км на север в залива Фурние. Разположен между ледник Клептуза на запад и ледник Алтимир на изток, 13.72 км на юг-югозапад от нос Дралфа, 15.55 км югозападно от нос Ендрюс и 3.77 км южно от нос Предел.
Координатите му са: 64°34′08″ ю. ш. 63°11′54″ з. д. / 64.568889° ю. ш. 63.198333° з. д..
Наименуван е на селищата Студена в Западна и Южна България, и Горна и Долна Студена в Северна България. Името е официално дадено на 23 ноември 2009 г.
Британско картографиране от 1980 г.

## Карти
- British Antarctic Territory. Scale 1:200000 topographic map No. 3217. DOS 610 – W 64 62. Tolworth, UK, 1980.
- Antarctic Digital Database (ADD). Scale 1:250000 topographic map of Antarctica. Scientific Committee on Antarctic Research (SCAR). Since 1993, regularly upgraded and updated.